# Bisbe de Zanzíbar
El bisbe de Zanzíbar o teixidor de Zanzíbar
(Euplectes nigroventris) és una espècie d'ocell de la família dels plocèids (Ploceidae) que habita praderies i arbusts de zones pantanoses al sud-est de Kenya, est de Tanzània, nord de Moçambic, Zanzíbar i altres petites illes properes.